# Kupu (Dukuhturi)
Kupu is een bestuurslaag in het regentschap Tegal van de provincie Midden-Java, Indonesië. Kupu telt 3224 inwoners (volkstelling 2010).